# Bendición de uniones del mismo sexo en iglesias cristianas

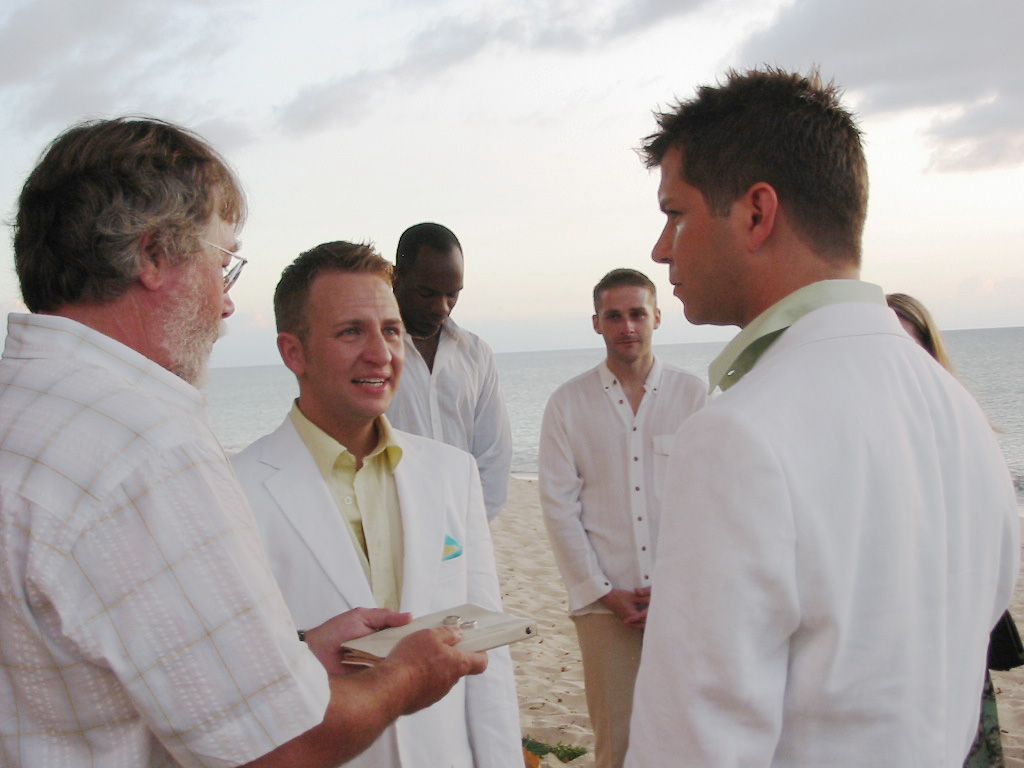
Bendición de una unión del mismo sexo por un pastor.

La bendición de uniones del mismo sexo en las iglesias cristianas es actualmente un tema que provoca intensos debates al interior de las propias comunidades religiosas y desacuerdos entre las distintas denominaciones cristianas. Estas diferencias se centran principalmente en las diversas interpretaciones de la Biblia, como libro sagrado del cristianismo, que hacen alusión a la homosexualidad o a las relaciones entre personas del mismo sexo. Históricamente (en el cristianismo) la homosexualidad ha sido tratada como una práctica sexual prohibida, pecaminosa e incluso perversa, o como un tema tabú en la mayoría de las iglesias, sin embargo, desde fines del siglo XX y comienzos del siglo XXI, dentro del cristianismo algunas ramas del protestantismo han comenzado a debatir el tema y a permitir este tipo de uniones, en algunos casos se establece como una «bendición» para diferenciarla del matrimonio. La aparición de grupos conservadores LGBT de tendencia cristiana ha favorecido estas discusiones. Las Iglesias cristianas inclusivas son aquellas que no consideran la homosexualidad como un pecado.

## Iglesias a favor de las uniones homosexuales
Distintos movimientos cristianos en todo el mundo han permitido las uniones homosexuales. Entre las principales iglesias destacan las de tradición luterana, anglicana y congregacional bajo sus diferentes denominaciones. Dentro de las iglesias más grandes sobre la base de su importancia jerárquica dentro de un país o al número de fieles se encuentran las siguientes:

### Confesiones internacionales
- La Iglesia de la Comunidad Metropolitana, presente en cuarenta países, realiza bodas a parejas homosexuales y participa regularmente en actividades y manifestaciones en favor de las minorías sexuales, aludiendo los principios de la igualdad, el amor al prójimo y la dignidad humana.[2]
- La Association of Welcoming and Affirming Baptists.[3]
- La Afirming Pentecostal Church International.[4]

### Iglesias nacionales de Estado confesional
En los Estados confesionales de tradición cristiana, donde no hay una separación Iglesia-Estado, las organizaciones eclesiásticas se han visto forzadas o han optado por reformar en paralelo a las legislaciones estatales que permiten el matrimonio entre personas del mismo sexo.
- Dinamarca: La Iglesia del Pueblo Danés, religión oficial del Reino de Dinamarca, comenzó a realizar bodas religiosas tras la aprobación en el sínodo de junio de 2012 en todas las iglesias del país. La medida entró en vigencia el 15 de junio de 2012. Años antes ya comenzaron con la realización de bendiciones a parejas del mismo sexo.[5]

- Islandia: La Iglesia nacional de Islandia, iglesia oficial del Estado, permite las uniones homosexuales desde 2008 y debate equipararlas al matrimonio.[6]

- Noruega: La Iglesia de Noruega, institución estatal y religión mayoritaria del país, aprobó el matrimonio homosexual en su sínodo de abril de 2016 con 88 votos a favor de 115 en total.[7]

### Iglesias nacionales separadas del Estado

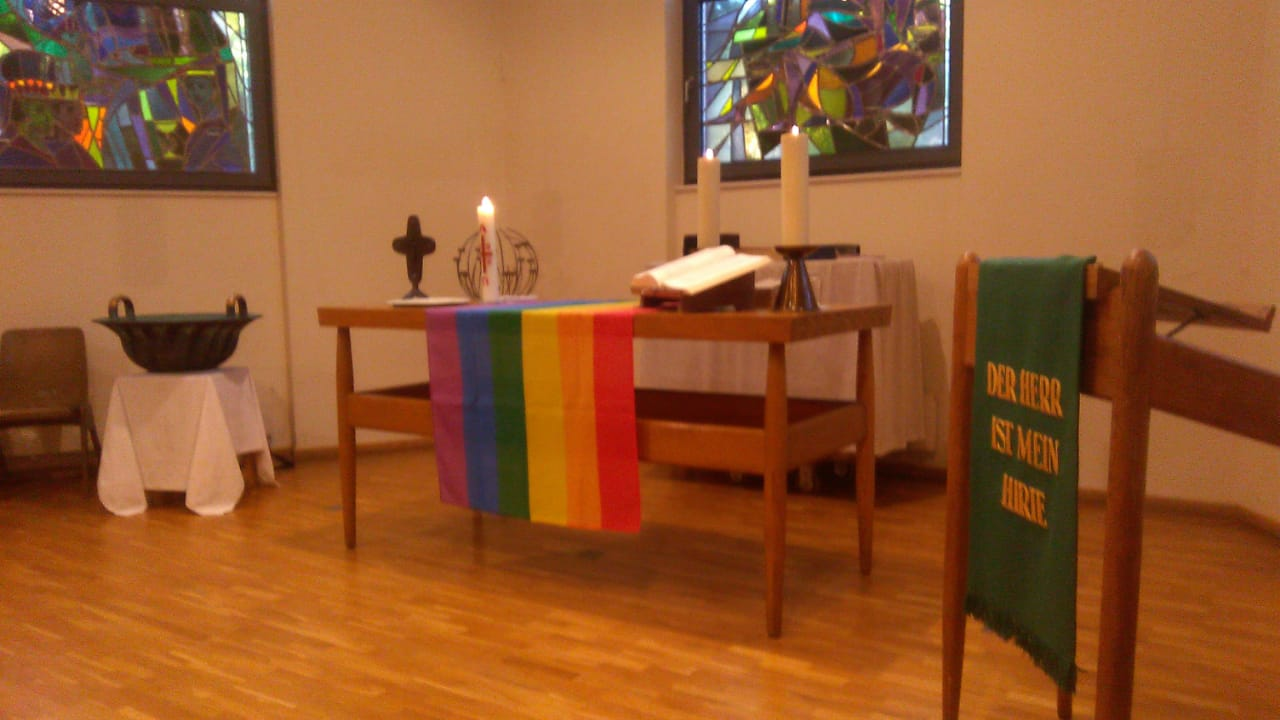
Altar con la bandera LGBT durante un culto inclusivo en la Iglesia de Emaús de Berlín, Alemania.

Algunas iglesias de tradición nacional pero separadas del Estado también han optado por realizar matrimonios homosexuales:
- Alemania: La Iglesia evangélica en Alemania, la mayor protestante del país, es subdivida en veinte iglesias regionales (Landeskirche), en la que cada una tiene la libertad de elegir si realizar una unión a parejas del mismo sexo o no. Algunas de ellas han optado por realizar "bendiciones", mientras que otras han reformado su constitución acerca del matrimonio, permitiendo las bodas a parejas homosexuales sin diferencias de las heterosexuales.

- Finlandia: La Iglesia evangélica luterana de Finlandia, la religión mayoritaria de los finlandeses, aprobó en su sínodo de 2010 la realización de plegarias especiales para parejas homosexuales, llamadas "momentos de oración", comparables a una bendición realizada por otras iglesias, pero no así a un matrimonio.[8]

- Suecia: La Iglesia de Suecia aprobó durante su sínodo de junio de 2009 el matrimonio religioso de las parejas del mismo sexo. Entró en vigor a partir del 1 de noviembre del mismo año.[9]

### Otras iglesias
- Australia: La Iglesia Unida de Australia, la tercera mayor religión en el país, reformó su liturgia marital en su asamblea nacional de julio de 2018 para permitir el matrimonio entre personas del mismo sexo, dándole libertad a cada ministerio de celebrarlo o no.[10]

- Austria: La Iglesia Protestante de la Confesión de Augsburgo en Austria, la principal denominación protestante del país, equiparó el matrimonio homosexual al heterosexual en su sínodo de 2019; sin embargo, estableció como requisito la celebración del matrimonio civil primero.[11]

- Bélgica: La Iglesia Protestante Unida de Bélgica, la mayor denominación protestante del país, aprobó en su sínodo de 2007 la bendición a parejas homosexuales, reformando su liturgia marital a fin de no hacer distinción del sexo de los contrayentes. Cada congregación tiene la facultad individual de realizarlas o no, tomando la decisión mediante sus propios mecanismos.[12]

- Canadá: El consejo de gobierno de la Iglesia Unida de Canadá, permitió los matrimonios entre personas del mismo sexo en 2013, pero cada congregación debe individualmente, bajo su propio permiso y responsabilidad, tomar la decisión de celebrar bodas a nivel local.[13]

- España: La Iglesia Evangélica Española, una de las dos iglesias protestantes históricas que hay en el país, aprobó en su último sínodo de 2016 la “Declaración de Mamré”[14] la cual exhortaba a una pastoral de la acogida de las personas homosexuales y sus familias, evitando la invisibilidad y trabajando en el acompañamiento de la diversidad. (Gálatas 3, 28). A la vez se comprometían a hacer pedagogía contra la homofobia desde el Evangelio de la Gracia. (Hechos 10), a cultivar un lenguaje inclusivo respecto a las construcciones de género, y al testimonio de la unidad (Hechos 4, 19), incluso si esto implica tensiones entre nuestra libertad de conciencia y nuestra llamada a preservar el testimonio, siendo capaces de abordar los temas conflictivos sin que haya rupturas.

- Francia: La Iglesia protestante unida de Francia, la mayor del protestantismo del país, permitió las bendiciones a parejas homosexuales en su sínodo de mayo de 2015.[15]

- Italia: La Iglesia evangélica valdense se convirtió en 2010 en la primera iglesia cristiana italiana en permitir la bendición a parejas del mismo sexo mediante la aprobación en su sínodo anual de ese año.[16]

- Reino Unido: La Iglesia Reformada Unida, de tradición presbiteriana, aprobó en su Asamblea General de julio de 2016 el matrimonio entre sus fieles del mismo sexo a nivel local, es decir, que empodera a cada pastor la libertad de celebrar y registrar bodas homosexuales.[17] La Iglesia episcopal escocesa aprobó el matrimonio homosexual en junio de 2017, siendo así la primera iglesia británica de tradición anglicana en celebrar una boda gay.[18]La Iglesia de Inglaterra comenzó a oficiar, a partir de noviembre de 2023, las posturas de argollas a parejas del mismo sexo, como también bendiciones y plegarias sin considerarlas bajo el rito del matrimonio.[19]

- Suiza: Varias iglesias de la Federación de Iglesias Protestantes de Suiza (la mayor denominación protestante del país) permiten la bendición a parejas homosexuales, entre ellas se cuentan la de los cantones de Argovia, Berna-Jura-Soleura, los Grisones, Lucerna, San Galo, Schaffhausen, Ticino, Turgovia, Vaud y Zúrich.[20] Asimismo, la Iglesia cristiana católica de Suiza, de tradición veterocatólica, también permiten las bendiciones a parejas del mismo sexo.[20]

### Estados Unidos

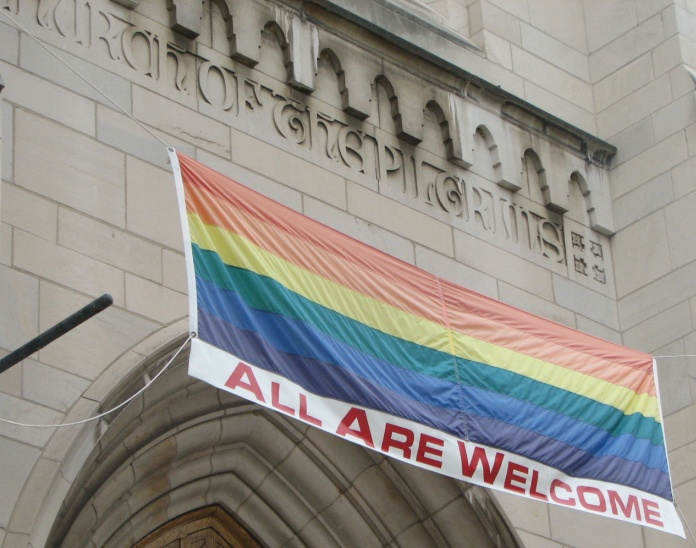
Iglesia presbiteriana en Washington D. C. con la Bandera LGBT en la puerta de acceso principal con el aviso «Todos son bienvenidos»

Dentro del protestantismo estadounidense, el país con el mayor número de protestantes del mundo, existen amplias divergencias de argumentos entre las diferentes iglesias con respecto a las uniones gay. Entre las más importantes que realizan algún tipo de unión del mismo sexo se encuentran las siguientes:
- La Iglesia episcopal en los Estados Unidos realiza una «bendición» a parejas del mismo sexo, además fue la primera del país en ordenar obispos homosexuales dentro de su congregación desde 2003.[21]

- La Iglesia Unida de Cristo fue la primera iglesia cristiana de Estados Unidos en promover el matrimonio entre personas del mismo sexo en 2005. En 1972 fue la primera iglesia protestante en ordenar a un reverendo abiertamente gay y la primera ministra lesbiana.[22]

- La Iglesia evangélica luterana en Estados Unidos permite el matrimonio gay, pero deja la libertad para que cada ministerio de la congregación decida si realizarlo o no, de acuerdo a la resolución de 2009.[23]

- La Iglesia presbiteriana, que reformó su constitución sobre el matrimonio en marzo de 2015, definiéndolo como un «compromiso entre dos personas» y no «entre un hombre y una mujer», de esta manera reconoció oficialmente el matrimonio gay.[24]

### América Latina
- Argentina: La Iglesia Dinamarquesa de Buenos Aires permite las bodas entre parejas homosexuales, siendo la primera iglesia latinoamericana en oficiar un matrimonio religioso a una pareja del mismo sexo en 2006. Sin embargo esta práctica se ha discontinuado, volviendo a la tradición bíblica que sostiene la unión matrimonial entre mujer y hombre.[25] Asimismo, la Iglesia Evangélica Metodista Argentina a través de su obispo, Frank de Nully Brown, expresó que «hay libertad para que cada congregación acompañe a parejas homosexuales», dejando a cada pastor del ministerio en libertad de acción para oficiar bodas gay.[26]

- Brasil: La Iglesia episcopal anglicana del Brasil permite las bendiciones a parejas del mismo sexo,[27] argumentando que "todos los bautizados, fieles y obedientes a Dios, independientemente de su orientación sexual, son miembros plenos de la Iglesia".[28]

- Chile: La Iglesia Evangélica Luterana de Chile reformó su constitución conyugal, permitiendo las uniones del mismo sexo, definiendo el matrimonio como «el amor y la unión entre dos personas basado en la confianza y la fidelidad mutua»,[29] sin hacer distinción del sexo de los contrayentes.

- Colombia: La Iglesia Misionera San Pablo Viejos Católicos, una facción veterocatólica colombiana, celebra bodas a parejas del mismo sexo sin distinción del matrimonio heterosexual. En mayo de 2009 celebraron la primera boda religiosa homosexual de Bogotá, habiendo oficiado matrimonios anteriormente en Medellín y Cali.[30]

- Uruguay: La Iglesia Evangélica en Uruguay, de denominación metodista, resolvió «que cada pastor que desease realizar una unión homosexual pueda hacerla en libertad».[31] Cada pastor tiene la facultad de oficiar una boda del mismo sexo si así lo desea.[32]

## Iglesia católica
La postura oficial de la Iglesia católica, la denominación cristiana con la mayor cantidad de fieles en el mundo, prohíbe cualquier tipo de unión entre personas del mismo sexo, pero las personas homosexuales deben ser acogidas en la iglesia y no excomulgadas, deben vivir en castidad, no formando parejas del mismo sexo. Lo cual en Latinoamérica, lugar en que algunas denominaciones del protestantismo se opone a las uniones LGBT, dichas comunidades prefieran la afinidad por el catolicismo. No obstante, existen otras iglesias que se denominan como «católicas» y que no tienen comunión con Roma que sí realizan algún tipo de unión homosexual, como es el caso de algunas jurisdicciones de la Iglesia católica antigua.
En marzo del 2021, la Congregación para la Doctrina de la Fe respondió a una consulta sobre si la Iglesia católica disponía del poder de otorgar una bendición a parejas del mismo sexo, para lo cual dicha Congregación respondió negativamente, juntamente con una nota explicativa.
El 18 de diciembre de 2023, el Dicasterio para la Doctrina de la Fe reiteró la respuesta de 2021 a través del documento "Fiducia Supplicans". El documento recordó que "ritos y oraciones que podrían crear confusión entre lo que constituye el matrimonio, que es la 'unión exclusiva, estable e indisoluble entre un hombre y una mujer, naturalmente abierta a la generación de hijos', y lo que lo contradice son inadmisibles". Se afirmó que bendiciones no ritualizadas y espontáneas podrían ser dadas a personas en uniones del mismo sexo, quienes "no reclaman legitimación de su propio estado, pero que suplican que todo lo que es verdadero, bueno y humanamente válido en sus vidas y relaciones sea enriquecido, sanado y elevado por la presencia del Espíritu Santo".

## Literatura
- Christian Grethlein: Grundinformation Kasualien. Vandenhoeck & Ruprecht, Göttingen 2007, ISBN 978-3-525-03620-4. in: Segnung anlässlich einer Eingetragenen Partnerschaft? p. 265f.
- Wolfgang Schürger: Segnung von gleichgeschlechtlichen Paaren. Bausteine und Erfahrungen. Gütersloher Verlagshaus. Gütersloh 2002. ISBN 3-579-05560-7.
- Segnung von Paaren in eingetragener Lebenspartnerschaft. Materialien für den Gottesdienst (Evangelical Church of Hesse Electorate-Waldeck), Kassel 2013. ISBN 978-3-89477-884-2
- Die Feier der Partnerschaftssegnung im Katholischen Bistum der Alt-Katholiken in Deutschland, Für den gottesdienstlichen Gebrauch erarbeitet durch die Liturgische Kommission und herausgegeben von Bischof und Synodalvertretung, Alt-Katholischer Bistumsverlag, Bonn 2014, ISBN 978-3-934610-91-0.
- Paare.Riten.Kirche. Arbeitsgemeinschaft für römisch-katholische Familienbildung (akf). Germany 2020, ISBN 978-3-89710-861-5.[35][36]